# Oliver Stone
William Oliver Stone, známější jen jako Oliver Stone (* 15. září 1946, New York City, USA), je americký režisér, scenárista, a producent. Trojnásobný držitel Ceny Akademie za scénář filmu Půlnoční expres a režii oscarového filmu Četa.

## Život
Vyrůstal v poměrně bohaté rodině v newyorské čtvrti Manhattan. Když se jeho rodiče rozvedli, začal pracovat v různých profesích. V šedesátých letech pak odjel do Vietnamu, kde byl těžce raněn příslušníky Vietkongu. Po návratu do USA začal docházet na New York University's Film School. Od té doby začal točit filmy. K jeho nejznámějším snímkům patří např. Takoví normální zabijáci, Alexander Veliký či The Doors. Je autorem scénáře například k filmu Půlnoční expres nebo také ke kultovnímu filmu Zjizvená tvář (Scarface) o drogovém bossovi, kterého ztvárnil Al Pacino. Zajímavostí je, že Oliver Stone napsal scénář během svého boje se závislostí na kokainu.

## Režijní filmografie
- 1971 – Last Year in Viet Nam
- 1974 – Seizure
- 1979 – Mad Man of Martinique
- 1981 – Ruka
- 1986 – Četa (Oscar)
- 1986 – Salvador
- 1987 – Wall Street
- 1988 – Noční talk show
- 1989 – Narozen 4. července (Oscar)
- 1991 – Doors
- 1991 – JFK
- 1993 – Nebe a země
- 1994 – Takoví normální zabijáci
- 1995 – Nixon
- 1997 – U-Turn
- 1999 – Vítězové a poražení
- 2004 – Alexander Veliký
- 2006 – World Trade Center
- 2008 – W.
- 2010 - Wall Street: Peníze nikdy nespí
- 2012 - Divoši (Savages)
- 2012 - The Untold History of the United States
- 2016 - Snowden
- 2017 - Svět podle Putina

## Scenárista
- 1974 – Seizure
- 1978 – Půlnoční expres (Oscar)
- 1981 – Ruka
- 1982 – Barbar Conan
- 1983 - Zjizvená tvář
- 1985 – Rok Draka
- 1986 – Salvador
- 1986 – Četa
- 1986 – 8 miliónů způsobů jak zemřít
- 1987 – Wall Street
- 1988 – Noční talk show
- 1989 – Narozen 4. července
- 1991 – JFK
- 1991 – The Doors
- 1993 – Nebe a země
- 1995 – Nixon
- 1996 – Evita
- 1999 – Vítězové a poražení
- 2004 – Alexander Veliký

## Ocenění
Oliver Stone získal Oscary za filmy Četa, Wall Street, Narozen 4. července a JFK. Kromě mnoha ocenění získal Stone také dvě anticeny, Zlatou malinu v roce 1997 za film U-Turn a v roce 2016 za nejhorší režii (film Mi Amigo Hugo) Walter Duranty Award, cena pro tvůrce, kteří ve svých filmech nepřesně líčí historická fakta nebo je úmyslně zkreslují.

## Politické postoje
Oliver Stone má levicové politické názory a často kritizuje americkou zahraniční politiku, byl proto obviňován z „nedostatku vlastenectví“.
Stone v minulosti odsuzoval Operaci Kondor, při které v 70. a 80. letech s pomocí americké CIA pravicové diktatury v Latinské Americe likvidovaly své politické odpůrce.
V prezidentských volbách v letech 2008 a 2012 podpořil Baracka Obamu, ale později uvedl, že stejně jako mnoho dalších Američanů je zklamán z jeho politiky, která v mnohém navazuje na politiku George W. Bushe. Po odhalení masivní kontroly internetové komunikace ze strany americké zpravodajské služby NSA Stone prohlásil, že Obama vytvořil nejmasivnější systém sledování obyvatel celé planety, který překonává i východoněmeckou Stasi.
O sovětském vůdci Stalinovi Stone uvedl, že po sobě zanechal strašlivé dědictví a natrvalo potřísnil komunistickou ideologii krví a terorem.